# Krimeja
Krimeja je sušački kvart u kome djeluje istoimeni mjesni odbor Grada Rijeke.

## Vijeće mjesnog odbora
Vijeće mjesnog odbora sastoji se od pet članova s predsjednikom Petrom Petrinićem (SDP)

## Povijest
Prema povijesnim dokumentima na području sadašnje Krimeje živio je i imao kuće veliki broj pomoraca koji su se u to vrijeme obogatili organizirajući transport za vrijeme Krimskog rata koji se vodio do 1856. godine, a kvart je dobio ime po vili 'Krimeja.'

## Sport
- HNK Orijent 1919, nogometni klub

## Vanjske poveznice
- Službene stranice
- Interaktivni zemljovid MO[neaktivna poveznica]